# Marionina spartinae
Marionina spartinae är en ringmaskart som beskrevs av Healy 1994. Marionina spartinae ingår i släktet Marionina och familjen småringmaskar. Inga underarter finns listade i Catalogue of Life.